# 張季春
张季春（1903年8月4日—1995年1月24日），名铎，字季春，以字行，直隶省张北县永泰村人。中华民国政治人物。

## 生平
1927年，毕业于保定的河北大学。曾任察哈尔省立第一师范学校校长、察哈尔省立工科专业学校校长、察哈尔省教育会常务理事、中国国民党察哈尔省黨務特派員、党务指导委员、軍事委員會察綏蒙政治特派員。1937年抗日战争爆发后，在北平、天津、察哈尔、绥远的日本占领区从事地下抗日活动，任軍統綏遠站站長。負責策反德王和李守信等蒙疆联合自治政府高層和重慶國民政府的聯繫。1940年春，在绥远省遭到逮捕，被判处10年有期徒刑。1945年抗日战争胜利后获释。后来出任察哈尔省政府委员、国民政府蒙藏委员会委员兼察哈尔省盟旗文化福利委员会主任委员，并当选为立法院立法委员。中华人民共和国成立前夕，到台湾，仍任立法委员。1995年1月24日，在美国舊金山聖瑪琍醫院逝世。